# 莱斯特·比·皮尔逊委员会
莱斯特·比·皮尔逊委员会是魁北克的英文的教育局, 总部在多瓦尔。

## 中学

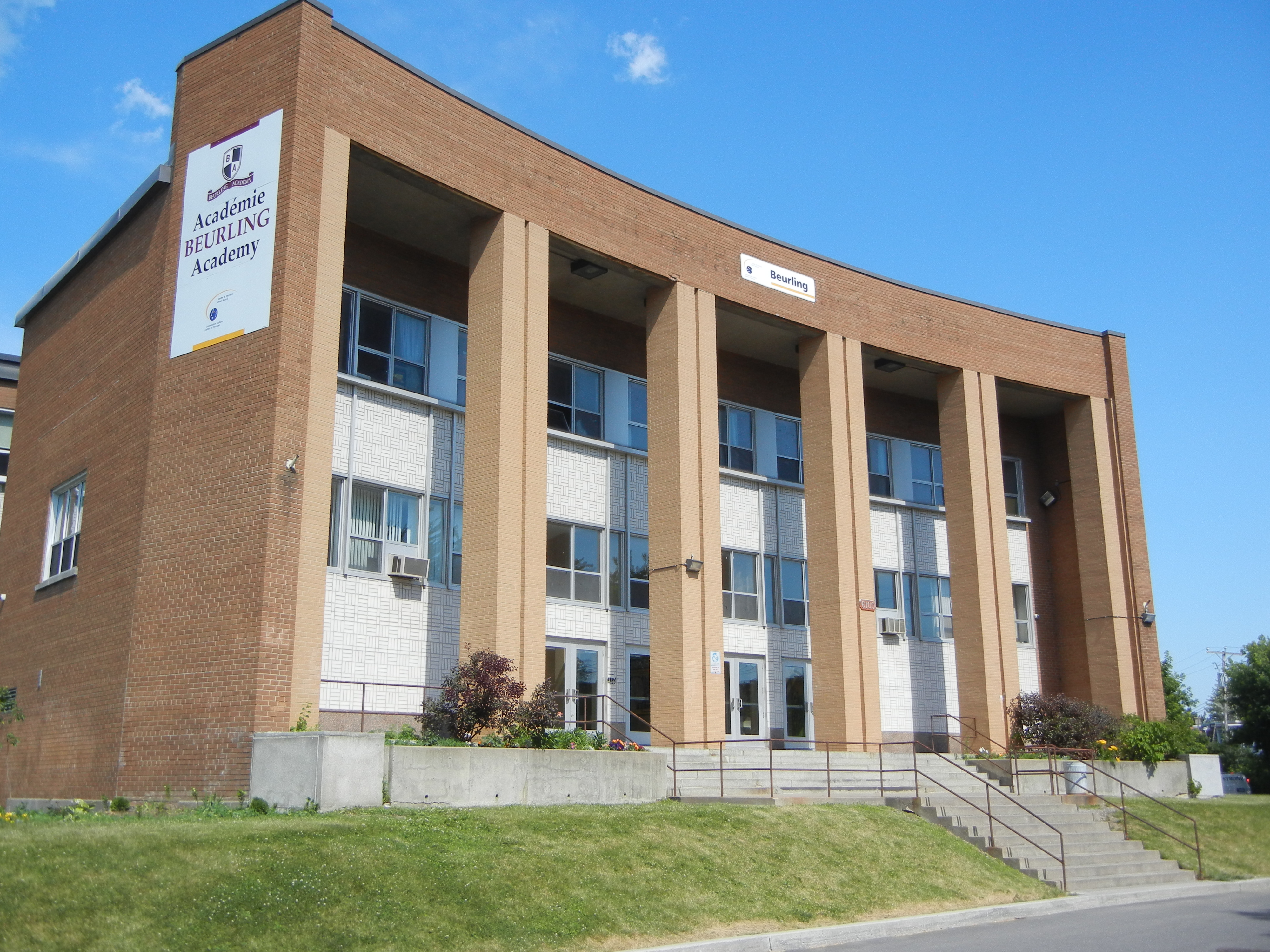
Beurling Academy

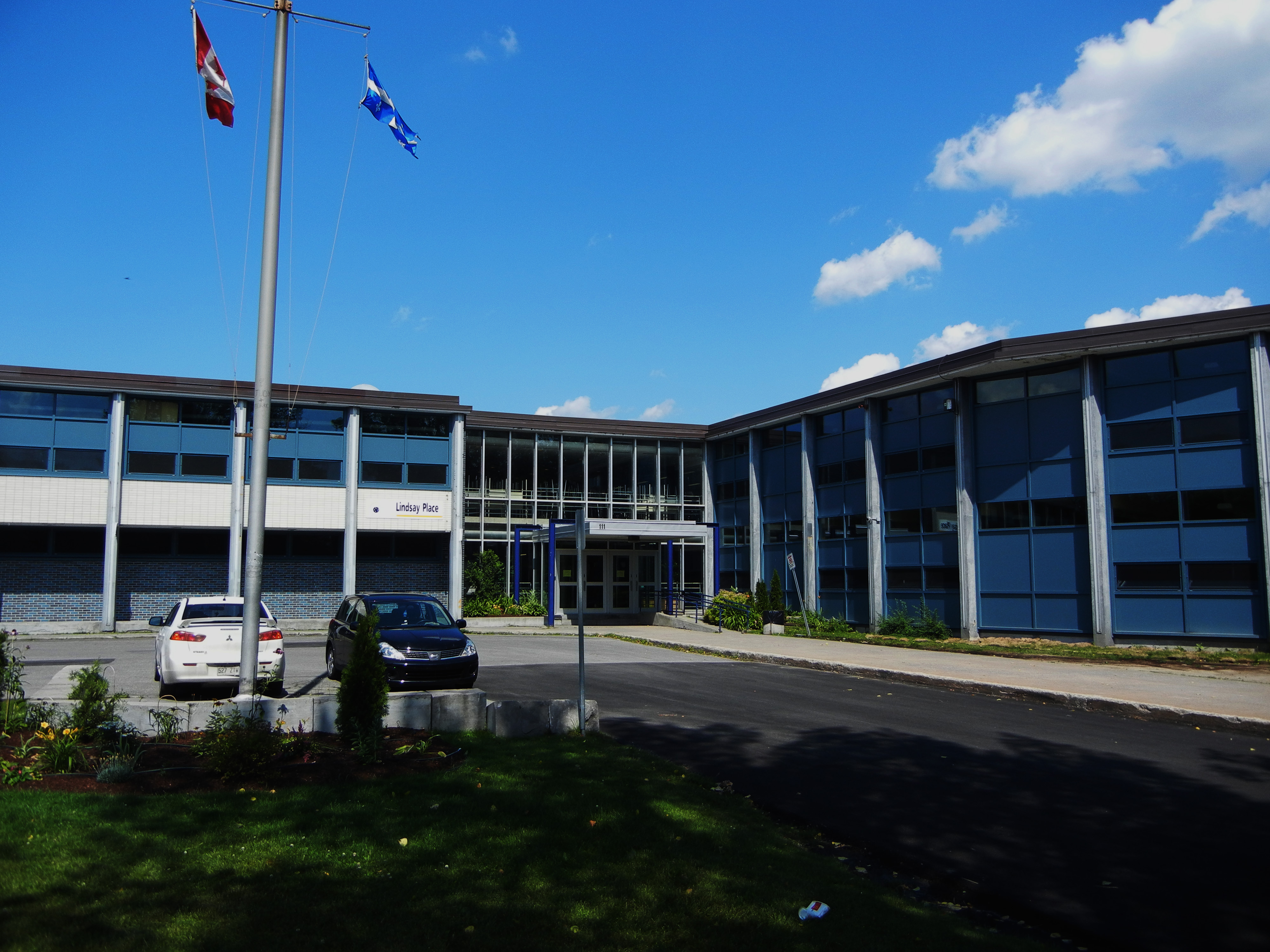
Lindsay Place High School

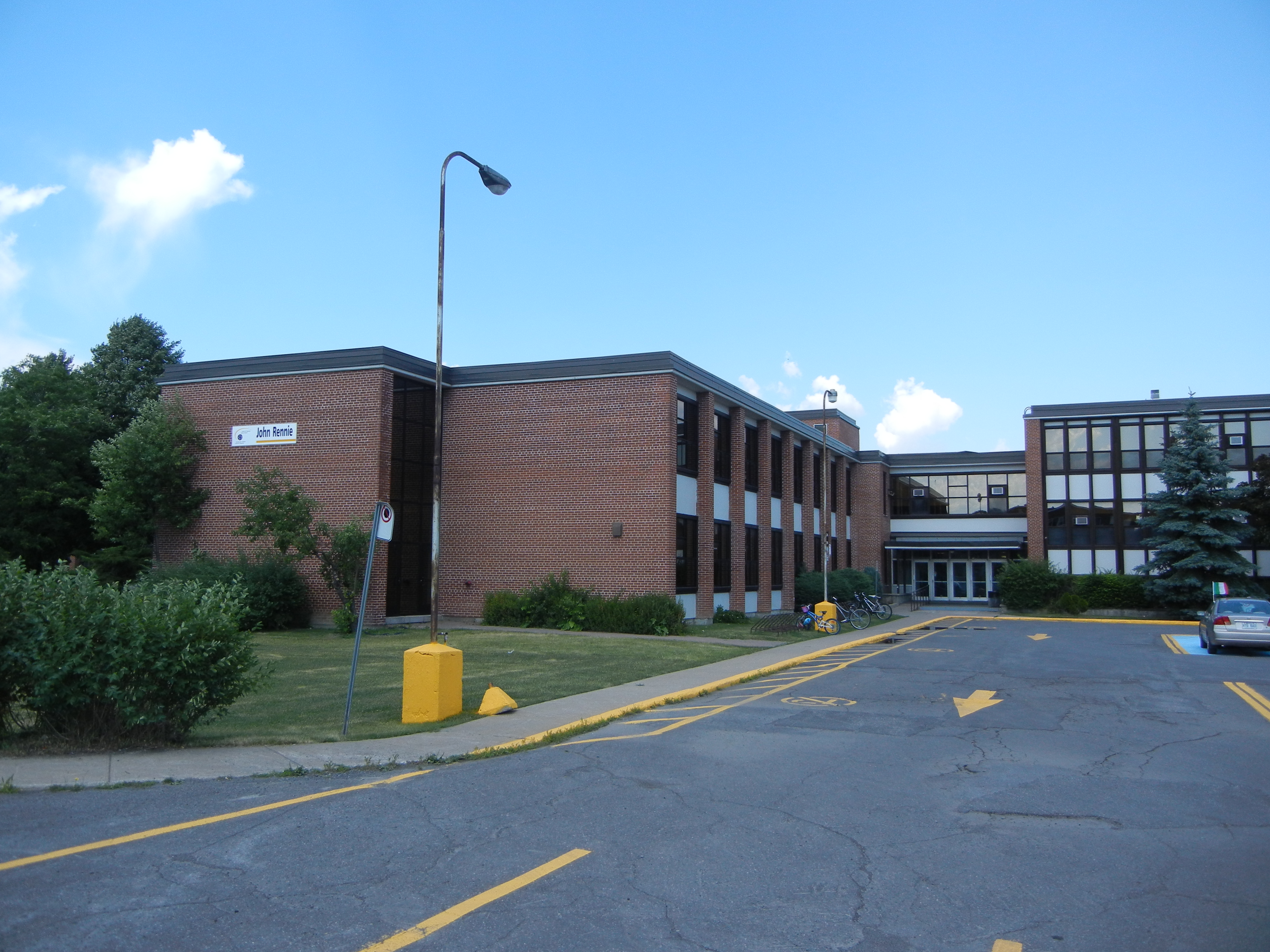
John Rennie High School

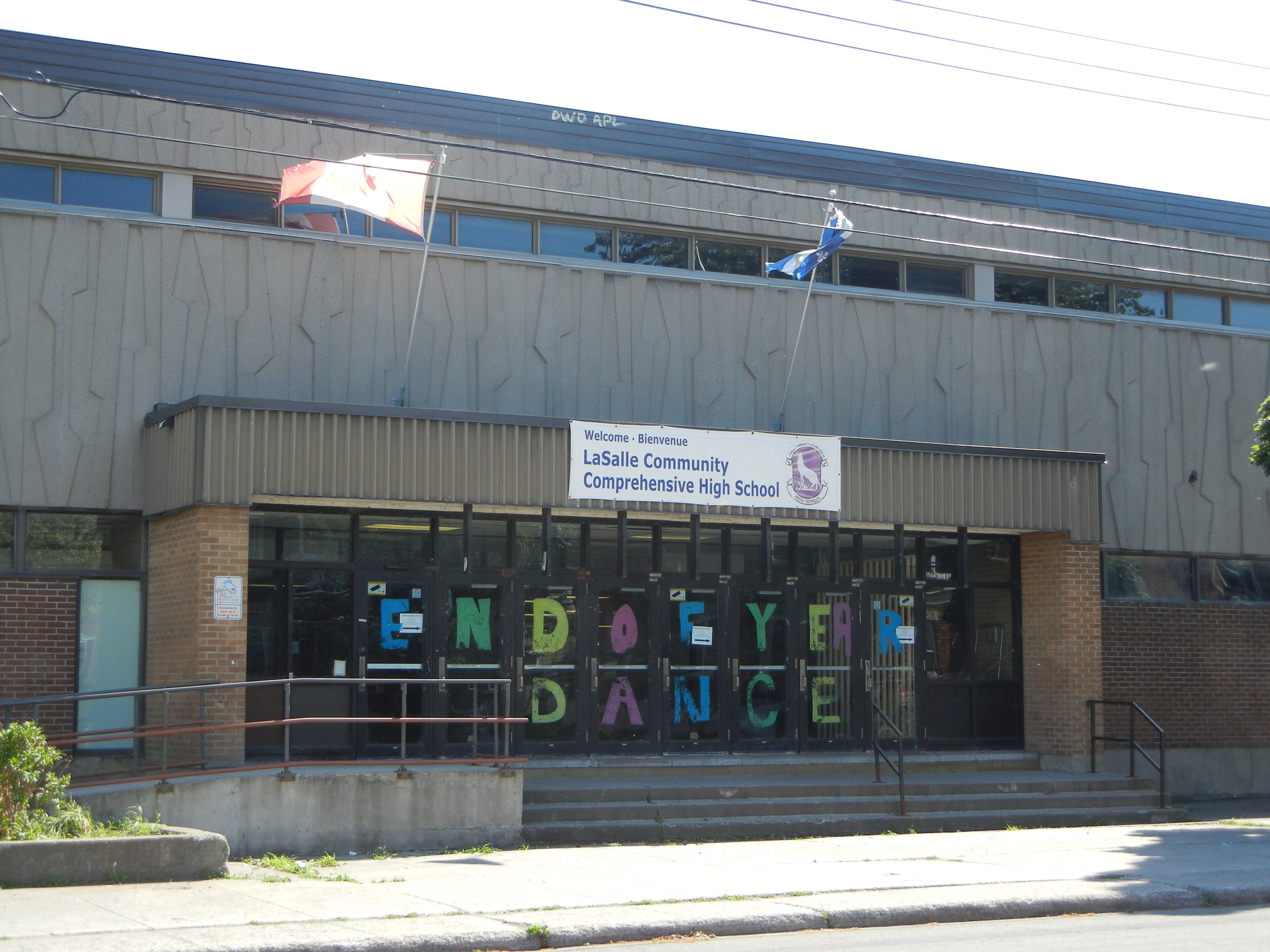
LaSalle Community Comprehensive High School

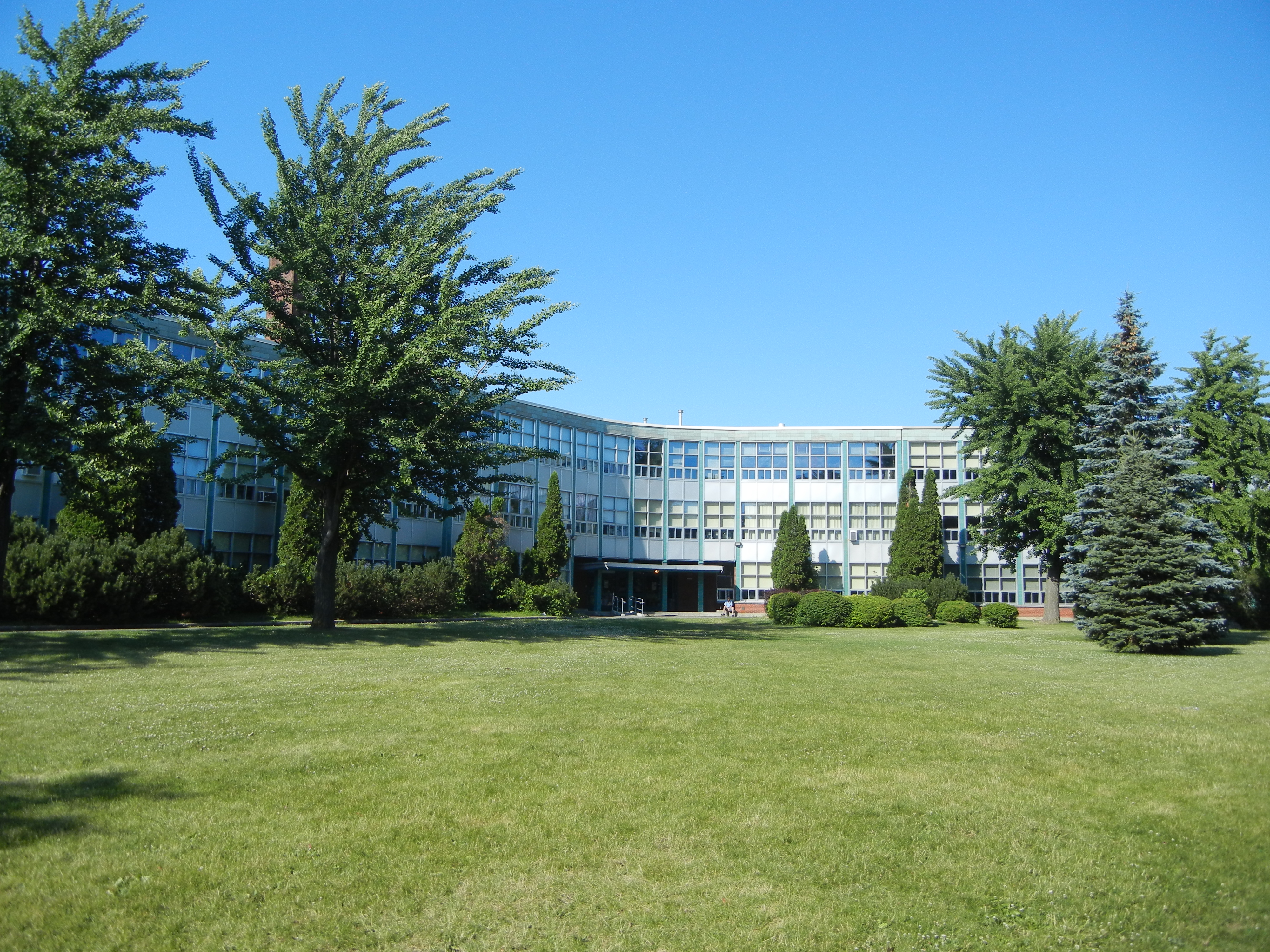
Lakeside Academy (魁北克)

- Beaconsfield High School（英语：Beaconsfield High School (Quebec)）
- Beurling Academy（英语：Beurling Academy）
- Lakeside Academy（英语：Lakeside Academy (Lachine)）
- LaSalle Community Comprehensive High School（英语：LaSalle Community Comprehensive High School）
- Lindsay Place High School（英语：Lindsay Place High School）
- Macdonald High School（英语：Macdonald High School）
- Pierrefonds Comprehensive High School（英语：Pierrefonds Comprehensive High School）
- John Rennie High School（英语：John Rennie High School）
- Riverdale High School（英语：Riverdale High School (Quebec)）
- St. Thomas High School（英语：St. Thomas High School (Quebec)）
- Westwood High School Junior（英语：Westwood High School (Quebec)）
- Westwood High School Senior（英语：Westwood High School (Quebec)）